# Eagle Lake (Flórida)
Eagle Lake é uma cidade localizada no estado americano da Flórida, no condado de Polk. Foi incorporada em 1921.

## Geografia
De acordo com o United States Census Bureau, a cidade tem uma área de 9,3 km², onde 4,9 km² estão cobertos por terra e 4,4 km² por água.

### Localidades na vizinhança
O diagrama seguinte representa as localidades num raio de 16 km ao redor de Eagle Lake.

## Demografia
Segundo o censo nacional de 2010, a sua população é de 83 089 habitantes e sua densidade populacional é de 460,7 hab/km². Possui 908 residências, que resulta em uma densidade de 185,5 residências/km². É a localidade que, em 10 anos, teve a maior redução populacional do condado de Polk.